# Het postpakket
Het postpakket is een hoorspel van Franz Hiesel. Das Paket werd op 24 mei 1971 door de Bayerischer Rundfunk uitgezonden. Marie-Sophie Nathusius vertaalde het en de TROS zond het uit op woensdag 19 februari 1975, van 22:56 uur tot 23:55 uur. De regisseur was Rob Geraerds.

## Rolbezetting
- Arnold Gelderman (Engelbert Nuß)
- Simone Rooskens (Malwine Haftel)
- Sara Heyblom (Hermine Nitsch)
- Paul Deen (Tutter)
- Hans Veerman (Burian)
- Willy Ruys (Pomp)
- Paul van der Lek (Pisa)

## Inhoud
De grootste en modernste pakketsorteermachine ter wereld, een monstrueus complex, de trots van de postdirectie, leidt de veelvuldige werkprocessen in haar binnenste met een technisch-elektronische perfectie die elke fout uitsluit. En toch staat een oude vrouw, Hermine Nitsch, nu reeds de vijfde dag aan het loket en wacht op een pakket uit Australië. De loketbeambten betwisten de aanspraak van de vrouw. Ze zouden nog liever aan de lieve God een fout toeschrijven dan aan de pakketsorteermachine. Hermine Nitsch zal dus zichzelf moeten behelpen. Onbevoegd verschaft ze zich toegang tot de machine, een schematisch evenbeeld van onze wereld. Ze vindt in het labyrint het pakket waarnaar ze zoekt, maar het valt nog te betwijfelen of ze zelf ooit nog tevoorschijn zal kunnen komen, want ze is niet geadresseerd…